# Sericornis rufescens
Sericornis rufescens là một loài chim trong họ Acanthizidae.